# Stare Truskolasy
Stare Truskolasy – wieś w Polsce położona w województwie podlaskim, w powiecie wysokomazowieckim, w gminie Sokoły.
W latach 1975–1998 miejscowość administracyjnie należała do województwa łomżyńskiego.
Wierni kościoła rzymskokatolickiego należą do parafii  Wniebowzięcia NMP w Sokołach.

## Historia
Truskolasy wzmiankowane w latach 1345, 1456, 1544 w dokumentach sądowych ziemi bielskiej.
Truskolasy-Lachy, Truskolasy-Niwisko, Truskolasy-Ochale, Truskolasy-Olszyna, Stare Truskolasy i Truskolasy-Wola tworzyły tzw. okolicę szlachecką Truskolasy.
W roku 1827 wieś liczyła 9 domów i 69 mieszkańców.
Pod koniec wieku XIX miejscowość należała do powiatu mazowieckiego, gmina i parafia Sokoły.
W roku 1921 naliczono tu 14 budynków z przeznaczeniem mieszkalnym oraz 79 mieszkańców (31 mężczyzn i 48 kobiet). Narodowość polską podało 78 osób, a białoruską 1.